# Tekovský Hrádok
Tekovský Hrádok es un municipio del distrito de Levice en la región de Nitra, Eslovaquia, con una población estimada a final del año 2024 de 370 habitantes.
Se encuentra ubicado al este de la región, cerca de los ríos Ipoly y Hron (ambos, afluentes izquierdos del Danubio) y de la frontera con la región de Banská Bystrica.

## Demografía
| Año        | 1994 | 2004    | 2014    | 2024    |
| ---------- | ---- | ------- | ------- | ------- |
| Población  | 307  | 327     | 355     | 370     |
| Diferencia |      | +6,51 % | +8,56 % | +4,22 % |

| Año        | 2023 | 2024    |
| ---------- | ---- | ------- |
| Población  | 371  | 370     |
| Diferencia |      | −0,26 % |